# Montgardon
Montgardon är en kommun i departementet Manche i regionen Normandie i norra Frankrike. Kommunen ligger i kantonen La Haye-du-Puits som tillhör arrondissementet Coutances. År 2018 hade Montgardon 472 invånare.

## Befolkningsutveckling
Antalet invånare i kommunen Montgardon
| Referens: INSEE |